# Joeri Annenkov

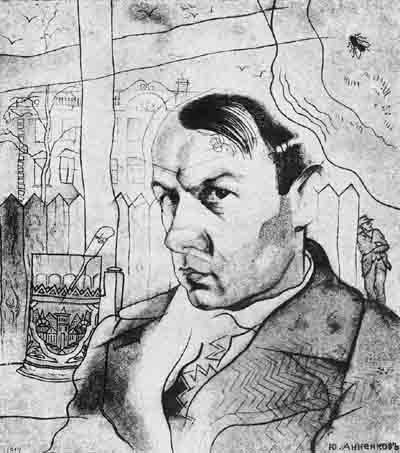
Joeri Annenkov, zelfportret

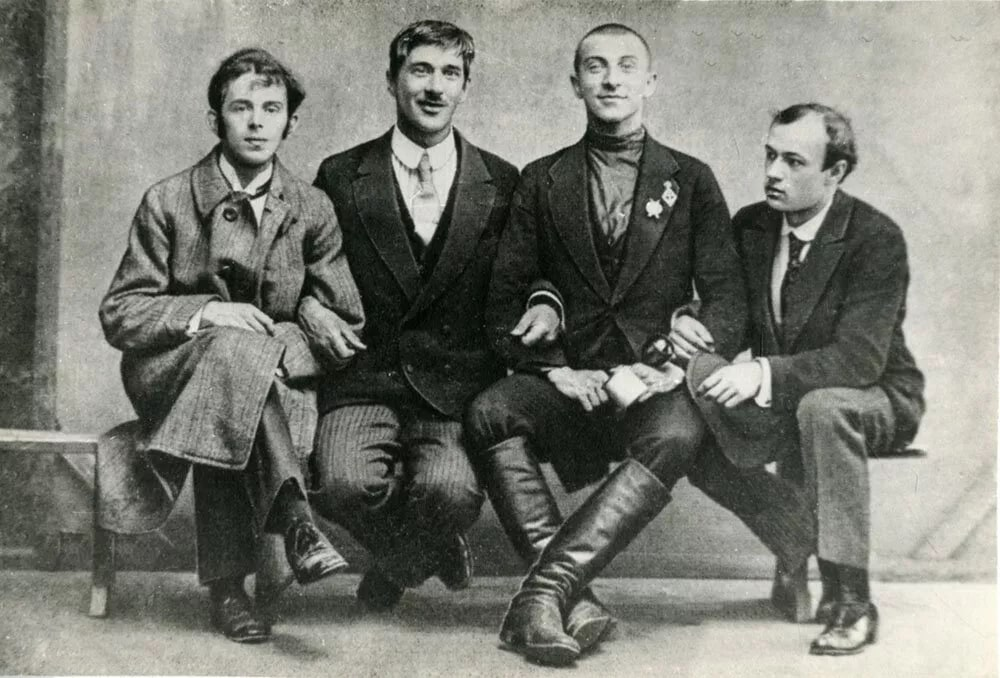
V.l.n.r. Osip Mandelstam, Kornej Tsjoekovski, Benedikt Livsjits, Annenkov. Foto Karl Bulla.

Joeri Pavlovitsj Annenkov (Russisch: Юрий Павлович Анненков) (Petropavl, 24 juli 1889 - Parijs, 12 juli 1974) was een Russisch kunstschilder. Hij maakte ook naam als boekillustrator, decorontwerper en later kostuumontwerper voor films.

## Leven en werk
Annenkov was de achterkleinzoon van schrijver en Poesjkin-uitgever Pavel Annenkov. Hij werd geboren in Siberië, waarheen zijn vader was verbannen wegens politiek activisme. In 1892 keerde het gezin terug naar Sint-Petersburg. Daar studeerde hij kunst aan de universiteit, waar hij ook Marc Chagall leerde kennen. Later volgde hij een opleiding technisch tekenen.
In 1911 vertrok Annenkov naar Parijs en studeerde daar in de ateliers van Maurice Denis en Félix Vallotton. Na zijn terugkeer naar Sint-Petersburg begaf hij zich in modernistische kringen, schreef voor avant-gardistische tijdschriften en was actief als decorateur voor het theater. Als kunstschilder werkte hij in een abstracte stijl, later werd hij ook beïnvloed door het dadaïsme. Daarnaast illustreerde hij boeken, onder andere voor Maksim Gorki, Michail Koezmin, Aleksej Remizov en Aleksandr Blok ("De twaalf"). Tussen 1920 en 1921 maakte hij een verzameling van tachtig portretten van beroemdheden uit de Russische kunstwereld, waaronder Gorki, Achmatova, Zamjatin, Remisov en Blok. Hij was lid van kunstenaarsvereniging 'Mir Iskoesstva'.
Annenkov emigreerde in 1924 naar Duitsland en ging later naar Parijs. Daar zou hij blijven werken als kunstschilder, maar vooral ook als kostuumontwerper voor films, vaak voor regisseur Max Ophüls. In 1953 kreeg hij een Oscar-nominatie voor het kostuumontwerp voor de film Madame de.... Hij overleed in 1974, bijna 85 jaar oud.

## Galerij

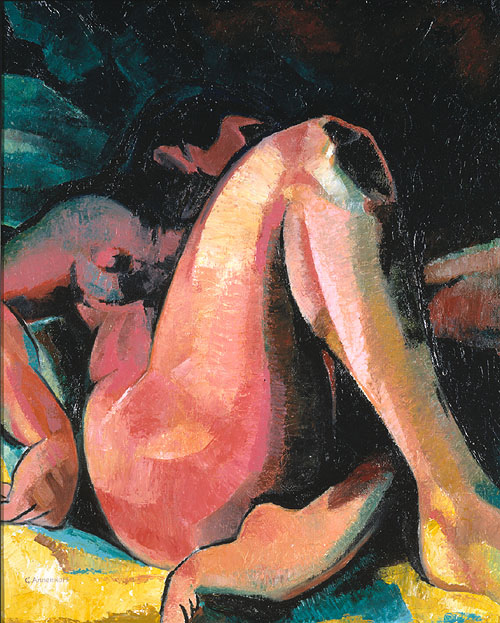
Naakt
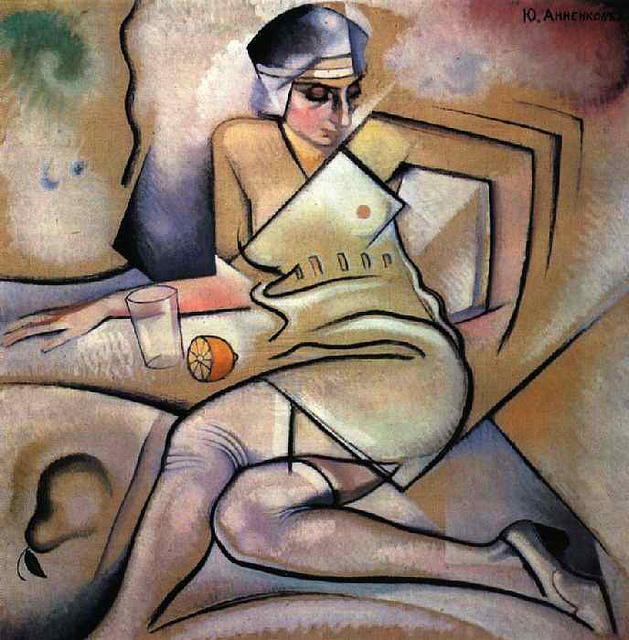
Galperina
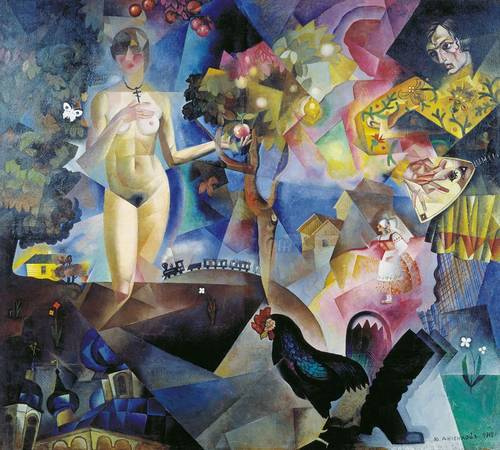
Adam en Eva